# گمینا لینگا
گمینا لینگا (به لهستانی:  Gmina Linia) یک گمینا در لهستان است که در شهرستان ویهرووو واقع شده‌است. گمینا لینگا ۱۱۹٫۸۲ کیلومتر مربع مساحت و ۵٬۷۸۵ نفر جمعیت دارد.